# Barón de Ley
Barón de Ley es una empresa española de viñedos y vino fundada en 1985 en la Comunidad Foral de Navarra, en la zona de esta comunidad perteneciente a la DOC de  Vino de Rioja.

## Empresa
La sede social de la empresa se encuentra en un monasterio benedictino del siglo XVI en el municipio de Mendavia, junto al río Ebro.
Las primeras botellas aparecieron al mercado en 1990.
La empresa cotizó en la Bolsa de Madrid hasta el 19 de octubre de 2021, fecha en que salió del Mercado Continuo español tras una OPA de exclusión.
El Grupo Barón de Ley consta de las siguientes empresas:
- Bodegas Barón de Ley, de Imaz (Mendavia, Navarra)
- Bodegas El Coto de Rioja, de Oyón (Rioja Alavesa), fundada en 1970.
- Bodegas Museum, de Cigales (Valladolid)
- Bodegas Máximo, de Oyón
- Viñedos Barón de Ley
- Dehesa Barón de Ley (productos de cerdo ibérico)